# Geoglif

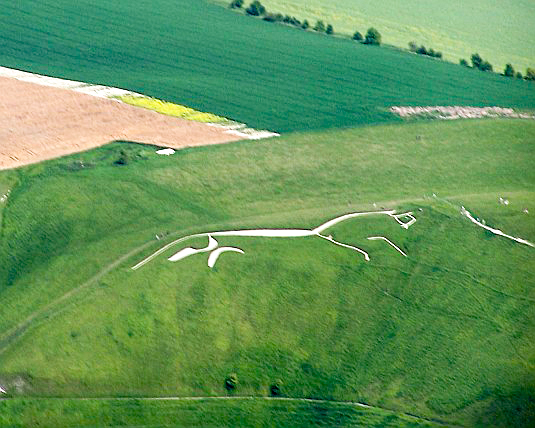
Biały Koń z Uffington.

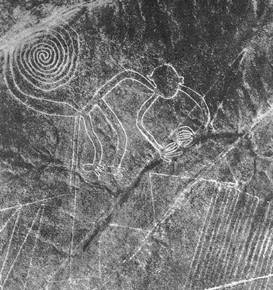
Małpa z Nazca.

Geoglif (z gr. γῆ gē "ziemia", γλύφω glyphō "piszę, rzeźbię, wycinam") – rysunek, figura lub wzór na ziemi sporych rozmiarów (zwykle większy niż 4 metry). Najczęściej tworzony poprzez wykopanie niewielkich rowków, ułożenie kamieni, lub w inny sposób umożliwiający odróżnienie powstałych linii od reszty gruntu stanowiącego w tym przypadku tło dla powstałego w ten sposób obiektu.
Geoglify zwykle przedstawiają zwierzęta, ludzi. Mogą również przedstawiać figury geometryczne w tym często linie, a także inne abstrakcyjne wzory.
Najbardziej znane przykłady geoglifów to:
- Rysunki z Nazca w Peru
- Biały Koń z Uffington w Anglii
- Biały Koń z Westbury w Anglii
- Długi człowiek z Wilmington w Anglii
- indiański geoglif Kopiec Węża z Ohio
- Kandelabr z Paracas w Peru